# Batalha de Tuiuti
A Batalha de Tuiuti ou Primeira Batalha de Tuiuti foi o maior e mais sangrento embate campal de toda a Guerra do Paraguai e do continente sul-americano, por ter envolvido mais de 56 mil homens. Foi travada no dia 24 de maio de 1866, em uma região pantanosa, arenosa e de difícil locomoção chamada Tuyutí, no sudoeste do Paraguai.
Durante o avanço para o interior do Paraguai, as forças aliadas (Tríplice Aliança - Argentina, Brasil e Uruguai) acamparam em uma área muito pequena em comparação ao número de soldados de suas fileiras, que somavam 32 mil homens concentrados em um espaço de quatro quilômetros de comprimento por 2,4 de largura de terra seca. Além disso, sem ter conhecimento da região ou mapas adequados, estavam diante de formidáveis posições defensivas paraguaias, como a trincheira do Sauce, que possuía mais de três mil homens e diversos canhões à sua disposição.
Apesar da fragilidade da situação aliada, o marechal paraguaio Francisco Solano López optou por atacar os aliados com um plano considerado inovador, usando a cavalaria como ponta de lança, em um período em que esta era usada no fim da batalha. As forças empregadas por López somavam 24 mil soldados, divididos em quatro colunas, que atacaram pelo centro e pelos flancos do acampamento aliado. Em um primeiro momento, as forças paraguaias obtiveram êxito ao aniquilarem alguns batalhões aliados inteiros. Embora esse ataque tenha sido bem planejado, não foi corretamente executado. Além de atrasos em iniciar a ofensiva, ele não contou com um comando unificado e muitos generais agiram sozinhos no calor da batalha. Adicionalmente, o plano não previa um objetivo claro sobre onde os soldados deveriam convergir, e não se distribuíram corretamente as armas do exército, com colunas com sobras de cavalaria e pobres em infantaria, e vice-versa.
As forças aliadas foram pegas completamente de surpresa, pois não esperavam um ataque em uma região que favorecia a defesa. Contudo, apesar da confusão que se instalou no acampamento e das grandes perdas que sofreram, as tropas da Tríplice Aliança conseguiram resistir e contra-atacar, de movo a fazer valer a sua superioridade numérica e sua poderosa artilharia.
Destacou-se o general Manuel Luís Osório, o futuro Marquês do Herval, que no desenrolar da batalha assumiu o posto de comandante-em-chefe e reorganizou as fileiras em fuga, conduzindo-as à vitória. Adicionalmente, ele enviou tropas a pontos que estavam quebrando e sacrificou outros para impedir que os paraguaios flanqueassem e cercassem o acampamento.
Após cinco horas de combate, as forças paraguaias se retiraram, sofrendo uma amarga derrota, contabilizando treze mil baixas contra cerca de quatro mil dos aliados. Muitos oficiais e soldados criticaram o fato dos aliados não terem perseguido os paraguaios na sequência do confronto, o que poderia ter aumentado as perdas inimigas, devido à dificuldade que eles enfrentavam de refazer-se, reorganizar-se e voltar a si. Em resposta, o alto comando atribuiu sua decisão à indisponibilidade de cavalaria e de outros meios de mobilidade para o exército argentino e à deficiência de víveres. Pelas quatro décadas seguintes esse episódio seria comemorado como a principal atuação do Exército Imperial Brasileiro, depois do Exército Brasileiro. Os comandantes como Osório, Antônio de Sampaio e Emílio Mallet seriam feitos seus patronos. Por muitos anos, na data de 24 de maio seria comemorado o Dia do Exército.

## Antecedentes

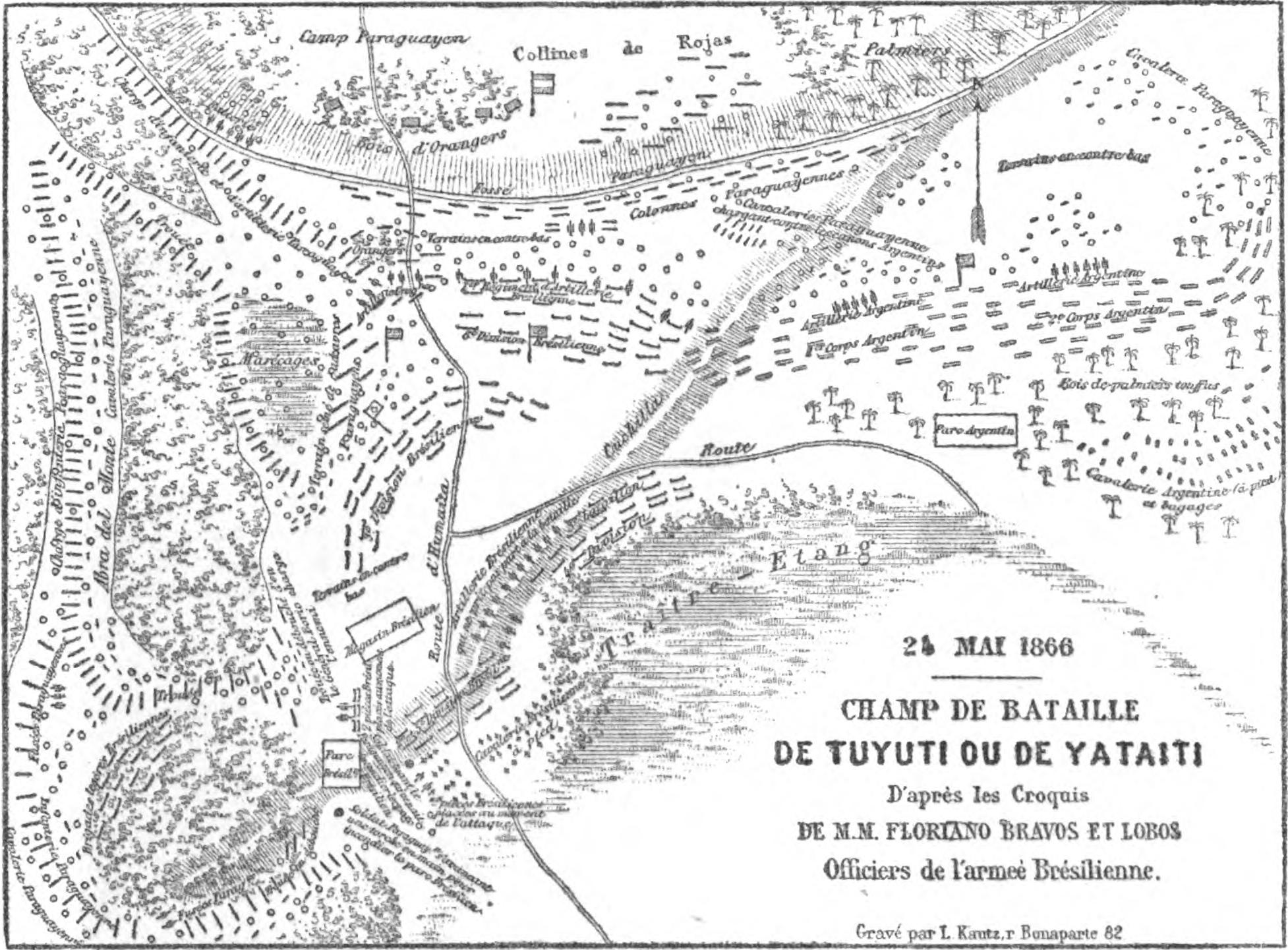
Teatro da operação

A Guerra do Paraguai, também conhecida como Guerra da Tríplice Aliança, foi o maior conflito armado da América do Sul. Ela teve início em dezembro de 1864, com a ordem do então líder do Paraguai, Solano López, de que seu exército invadisse a província brasileira de Mato Grosso. Na ocasião, o Brasil aliou-se à Argentina e ao Uruguai, formando a Tríplice Aliança.
O Paraguai mobilizou quase toda a sua população para o esforço de guerra. Em meio aos conflitos, ocorreu a Batalha do Tuiuti. Na luta, foram usados elementos táticos de guerra do século XVIII, bem como armamentos modernos da era da Segunda Revolução Industrial. Entre os recursos, encontravam-se infantarias lutando em quadrados, além de cavalaria utilizada como arma de choque e artilharia disparando a curta distância e com metralha. Relata-se também que tropas atacaram o inimigo à queima-roupa. A batalha guiou os rumos da Guerra do Paraguai, que anos mais tarde terminaria com a morte de López, em 1 de março de 1870.
A Batalha de Estero Bellaco, travada no dia 2 de maio, não significou mudanças militares importantes para os aliados. Pelo contrário, López perdeu muitos dos melhores soldados que ainda tinha à disposição, em um combate que poderia ter sido vencido se ele enviasse as reservas que estavam de prontidão. O ditador paraguaio não as empregava, o que ocasionou algumas das principais derrotas que seu país sofreu durante a guerra. Além disso, ele lançava tropas ao combate sem qualquer articulação com outras forças. Durante o ataque, as tropas aliadas estavam muito dispersas pelo terreno e as forças paraguaias não eram suficientes para as empurrar de volta para o Rio Paraná. Se López tivesse enviado reforços, teriam sido grandes as chances de vitória.
Apesar de terem sido pegas de surpresa, as tropas aliadas conseguiram se recuperar rapidamente, sob a liderança de Manuel Luís Osório, de modo a rechaçar os paraguaios. Segundo o relato do coronel Emilio Conesa, por seu papel no conflito, Osório alcançou "a maior glória desta jornada e o apreço de todo nosso Exército (argentino)".
Após a batalha, os aliados tiveram muita dificuldade para avançar, devido à precariedade de seus equipamentos de mobilidade - faltavam-lhes cavalos e animais de tração - e à falta de provisões. Foi apenas no dia 20 de maio que as tropas iniciaram o avanço para o interior do país. As forças aliadas marcharam pela estrada que ligava o Passo da Pátria a Humaitá, sob a vanguarda das tropas de Flores, compostas também pelo regimento argentino San Martín de cavalaria e a 6.ª Divisão de Infantaria do Exército Imperial Brasileiro. Tais forças expulsaram os paraguaios entrincheirados nesta estrada, permitindo assim ao grosso da tropa instalar novo acampamento em Tuiuti (em castelhano:  Tuyutí, do guarani "lama branca"). No mesmo dia, o Batalhão de Engenharia brasileiro iniciou a construção de uma linha defensiva composta por numerosas peças de artilharia, a fim de bloquear a estrada, iniciando assim a fase conhecida como guerra de posições, que se estenderia pelos dois anos seguintes.

### Acampamento em Tuiuti

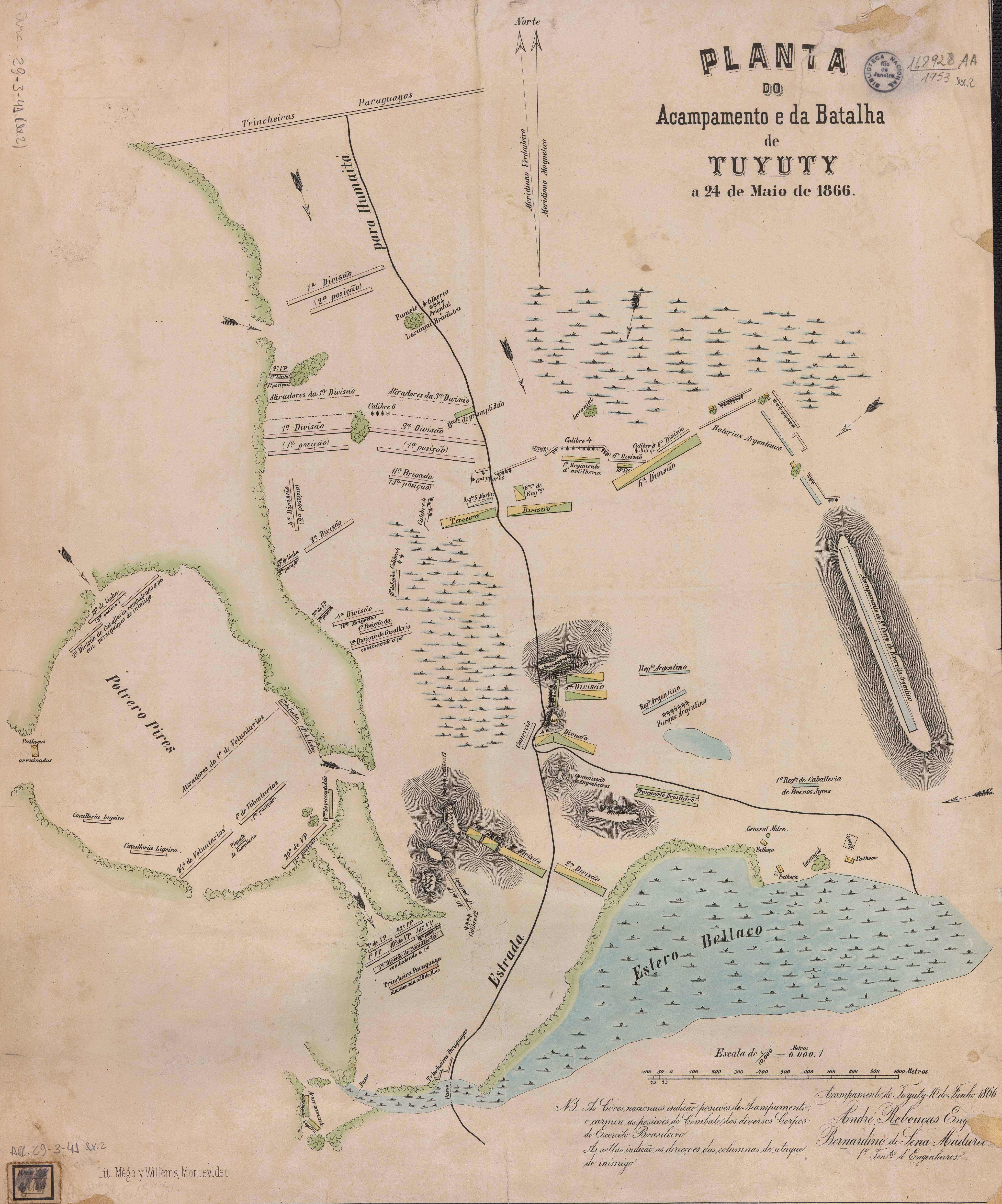
Planta do acampamento e da Batalha de Tuiuti

Após a invasão do Paraguai em abril de 1866, iniciou-se a segunda e maior fase da guerra. Depois de marcharem, vindos do Passo da Pátria, os aliados estabeleceram o quartel-general em Tuiuti, na confluência dos rios Paraná e Paraguai. Tuiuti era um terreno desfavorável a ações ofensivas, pois era arenoso, pantanoso, cercado por juncoscom mais de dois metros de altura e que podiam esconder o inimigo. Os aliados estavam acampados em uma parte seca da região, pequena se comparada com o número total de soldados, que chegava a 32 mil. O espaço tinha quatro quilômetros de comprimento por 2,4 de largura. Foi no acampamento em Tuiuti que se iniciou a contaminação por cólera, epidemia que viria a assolar o exército pelos anos seguintes. A superlotação, má qualidade da água e os sepultamentos tornaram-se propícios ao surto desta epidemia.
No lado sul ficava o esteiro Bellaco; a oeste estava a lagoa Pires; ao norte, o esteiro Rojas e, a leste, uma vasta região pantanosa. Porém, essa informação não estava de posse dos aliados (à exceção do esteiro Bellaco), pois não havia mapas desse território. Dessa forma, sem saber, os aliados estavam diante de uma forte posição defensiva do inimigo, a trincheira de Sauce. A posição era muito bem organizada, tinha cerca de 1580 metros, 26 elevações para canhões, alojamento para três mil homens e fossos camuflados com estacas de madeira. A seis quilômetros dessa posição se encontrava o Paso Pucú, região onde López estava instalado.
Entre os dias 22 e 23, os aliados fizeram um reconhecimento da região à frente das posições defensivas paraguaias. Apesar de não saberem os pormenores destas defesas, constataram que se tratava de posições organizadas e armadas, com baluartes dentro das matas que impediam o acesso a tal localização. Ao analisar estas informações, o alto comando decidiu por um ataque, no mais tardar em 25 de maio, uma vez que as tropas que estavam fazendo o reconhecimento não o haviam finalizado. López percebeu as intenções dos invasores e decidiu agir antecipadamente. Ele reuniu seus subordinados em Paso Pucú e expôs seu desejo de "esmagar definitivamente os inimigos de nossa pátria". O presidente paraguaio disse que iria mobilizar todos os homens, armas e recursos nesta batalha e faria uma espécie de ratoeira sobre os aliados, atacando-os do norte, sul, leste e oeste. Os que sobrassem seriam empurrados de volta para o rio Paraná. O plano foi bem recebido pelos seus oficiais, pois o consideraram praticável e engenhoso.

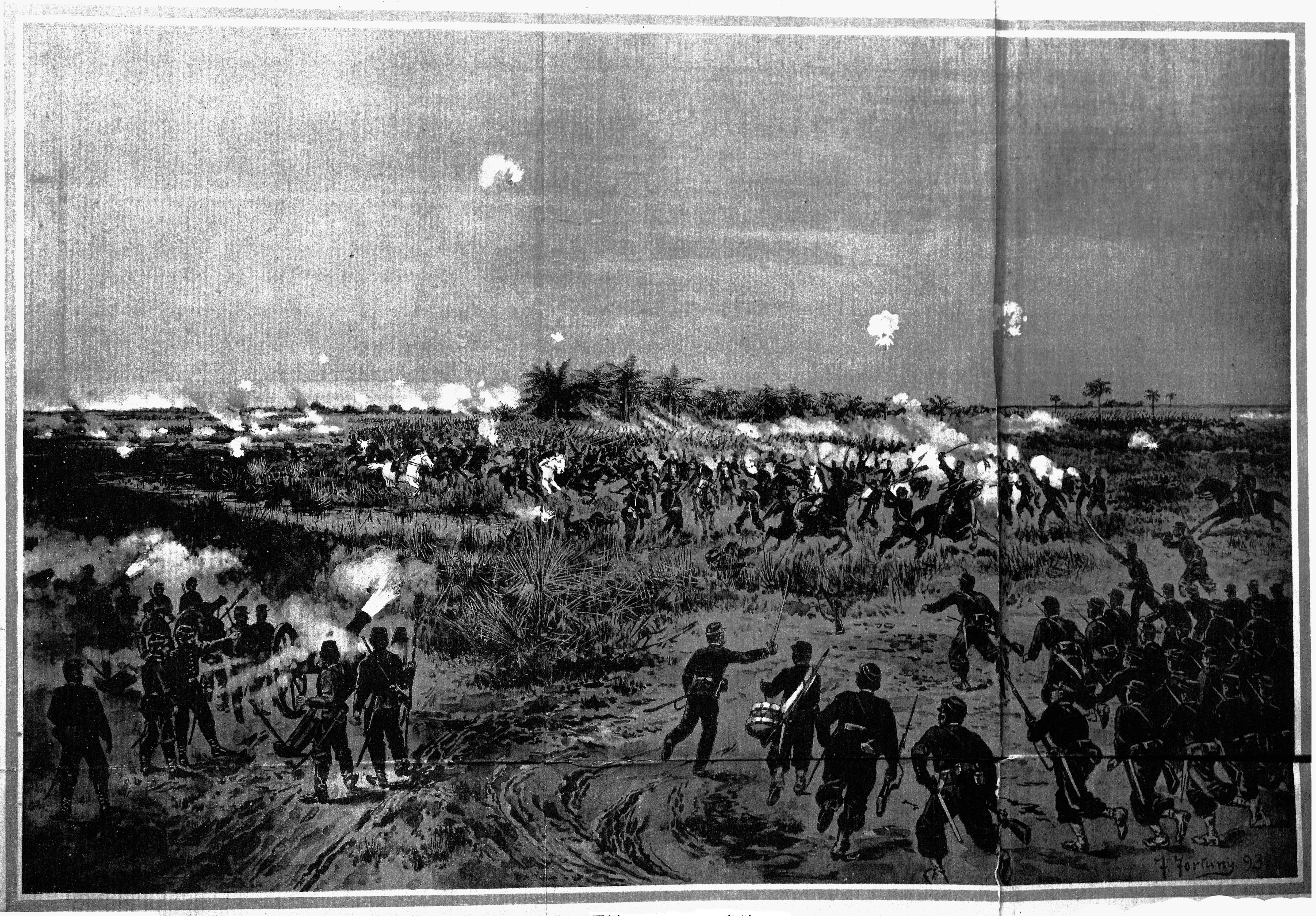
Ilustração do ataque do exército paraguaio às linhas argentinas (1893-1896)

## A Batalha
Na manhã do dia 24, a cerração e neblina que se estendiam no acampamento foram substituídas pela fumaça negra resultante dos tiros de canhões, das bombas incendiárias e dos foguetes vindos dos paraguaios. O ataque coordenado tinha por objetivo flanquear as posições aliadas, bloqueando a única alternativa de fuga, que era o esteiro Bellaco. A força de ataque de López foi dividida em quatro colunas: o centro aliado foi atacado pelas colunas comandadas pelos generais José E. Díaz e Hilario Marcó, de 5 030 e 4 300 homens respectivamente. A retaguarda foi atacada por 8 700 homens, incluindo artilharia, cavalaria e infantaria, sob o comando do general Vicente Barrios. A última coluna atacou pelo leste, com 6 300 homens comandados pelo general Francisco Isidoro Resquín. Seus homens estavam protegidos pela vegetação local, que contava com palmeiras de dez metros de altura que serviam como camuflagem. O ataque planejado de López era uma inovação para a época. A cavalaria era utilizada para acabar com as batalhas daquele período, e López a utilizou na fase inicial. A cavalaria paraguaia somava 8 500, contra pouco mais de 1 700 dos aliados, cujos animais eram maltratados.
Contra os atacantes, os aliados estavam organizados nas seguintes posições: à vanguarda, ao centro, havia o 1º Regimento a Cavalo brasileiro, sob o comando de Émile Louis Mallet, com 28 canhões raiados do tipo La Hitte (canhão de fabricação francesa, considerado de fácil manejo, era carregado pela boca e usava pólvora negra, cuja fumaça criava uma neblina artificial no campo, e lançava projéteis cilíndricos de ferro com peças salientes feitos de chumbo ou zinco. Se comparados aos demais, anteriores a ele, causavam mais dano) com um fosso profundo, construído pelo Batalhão de Engenheiros. Também ao centro, estavam as forças uruguaias, com três batalhões de infantaria e seis peças de artilharia, além do Regimento de Cavalaria de Montevidéu, sob o comando de Flores. Na ala direita, estavam uma brigada de artilharia, dois corpos de infantaria, compostos por oito divisões, comandados por Wenceslao Paunero e Emílio Mitre, e a cavalaria mais ao sul, da Argentina. À esquerda, havia duas divisões de infantaria brasileira: a primeira, 3ª Divisão de Infantaria - Encouraçada de Sampaio, composta pela 5ª Brigada de Infantaria, a qual possuía o 3º, 4º e 6º Batalhões de Infantaria, e o 4º Corpo de Voluntários da Pátria, a 7ª Brigada de Infantaria, com o 1º Batalhão de Infantaria, 6º, 9º e 11º Corpos de Voluntários da Pátria; e a segunda, a 6ª Divisão de Infantaria. Em reforço, o 1º e 3° Batalhões de artilharia a pé. E em terceiro escalão, a 2ª e a 5ª Divisões de Cavalaria e a 19ª Brigada Auxiliar, formada por engenheiros e tropas do 7º e 42º Corpo de Voluntários da Pátria. À retaguarda, a Brigada Ligeira do general Antônio Sousa Neto.

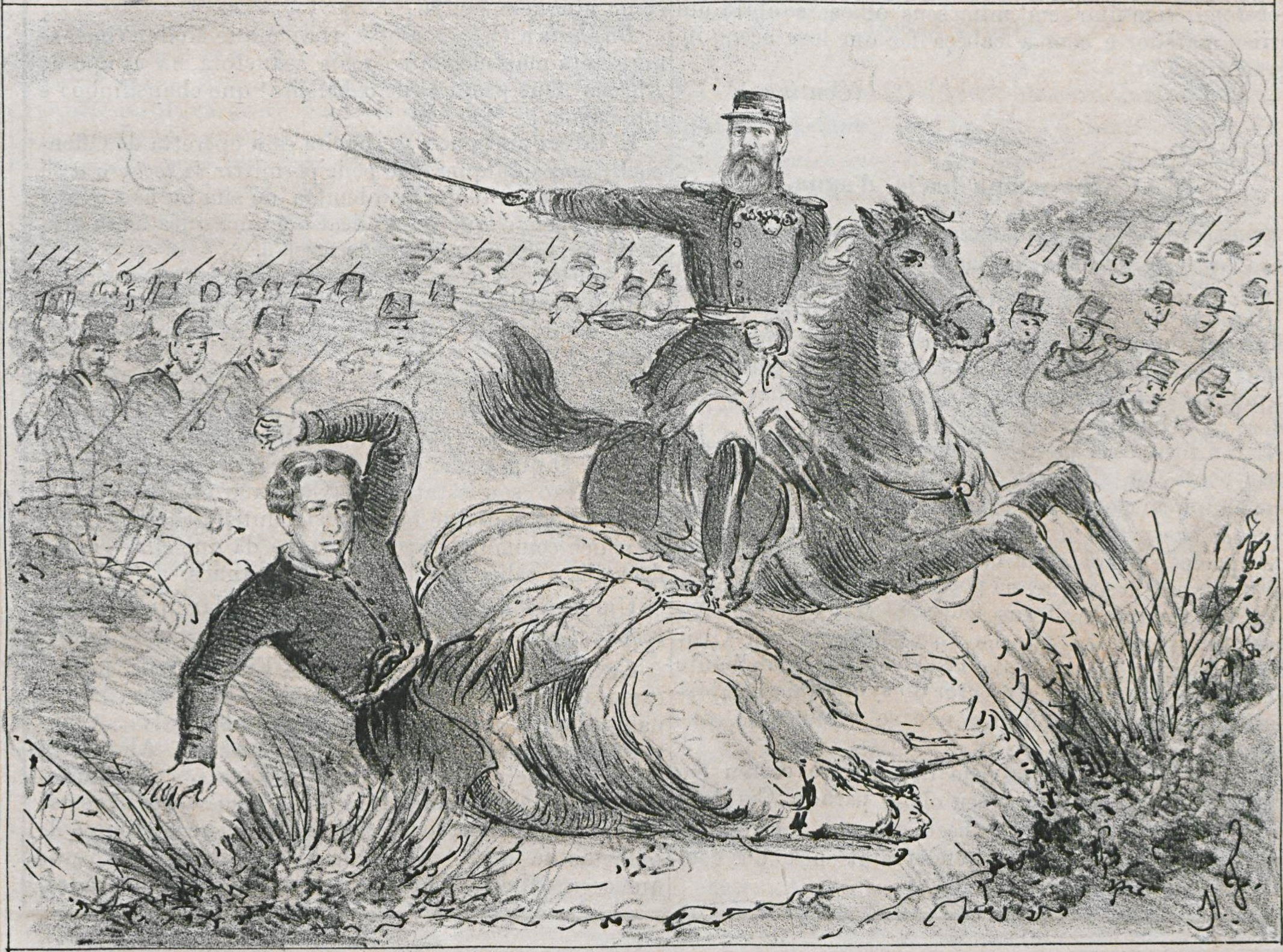
O tenente-coronel Salustiano Jerônimo dos Reis, da 14.ª Brigada na Batalha de Tuiuti, vê o seu filho, o alferes Salustiano Jeronymo Fernandes Reys, de 17 anos, cair atingido por um foguete Congreve. Mesmo abatido pelo golpe, o coronel deu ordens para avançar (Semana Ilustrada, 1866)

No início instalou-se a confusão no acampamento aliado, devido ao fator surpresa do ataque e pela ausência do comandante supremo, o general Bartolomé Mitre.[carece de fontes?] O coronel José Pons Ojeda, mercenário espanhol a serviço das forças uruguaias, relata que viu 800 ginetes paraguaios avançando sobre seu acampamento, com "braços fortes brandindo os afiados sabres". O ataque teve um início efetivo, pois os paraguaios conseguiram dizimar três batalhões comandados por Flores. Similar mortandade ocorreu no ataque aos batalhões argentinos.[carece de fontes?] Os paraguaios iniciaram o ataque com a cavalaria, sendo seguida pela infantaria armada com fuzis e lanças. A primeira reação ao ataque veio de um regimento uruguaio, sob o comando do coronel Ignacio Rivas, que, mesmo acuado no centro do acampamento, conseguiu resistir e iniciar uma carga. Logo se somaram a ele os contingentes brasileiros e argentinos. O 1º e 2º corpos do exército argentino, comandados por Wenceslao Paunero e Emilio Mitre, respectivamente, lideraram a reação portenha. O general Juan Andrés Gelly y Obes saiu a cavalo, percorrendo todo o acampamento argentino, orientando-o com tranquilidade. As divisões brasileiras, de início, fizeram fuga das linhas de combate e, ao perceber a situação, o general Osório, que almoçava com Joaquim Marques Lisboa, o almirante Tamandaré, no início da ação, manobrou com segurança a cavalo, assim como seu companheiro argentino, dentre as fileiras aliadas e rumou para a vanguarda. Sob gritos de "Viva a nação brasileira!" e "Viva o Imperador!", ele parou as tropas que estavam em fuga e fez avançar as que o acompanhavam. Osório enviou as reservas ao setor argentino que estava a quebrar. Durante a ação, o general Osório sacrificou batalhões inteiros para impedir que os paraguaios flanqueassem o acampamento, evitando que os atacantes penetrassem em Itapiru e isolassem o exército aliado em Tuiuti, ameaçando-o de ser destruído. Venâncio Flores esteve atuando no centro do acampamento, apoiado por forças brasileiras comandadas pelos generais Antonio de Sampaio e Alexandre Argolo, Visconde de Itaparica. Esta força, a fogo e golpes de baioneta, fez grandes estragos aos atacantes, obrigando-os a recuar. De fato, as forças de Díaz e Marcó se fizeram mais presentes sobre a Divisão Encouraçada de Sampaio.

### Artilharia revólver

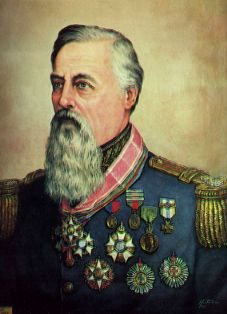
Emílio Mallet. Sua artilharia e o fosso que construiu foram fundamentais para a vitória dos aliados

A única força aliada que conseguiu resistir ao ataque sem grandes dificuldades, posteriormente transformando-se no núcleo de resistência dos atacados, foi o regimento de artilharia de Émile Louis Mallet. Devido à proximidade do seu acampamento em relação aos paraguaios, pouco mais de 1 600 metros, Mallet mantinha seus homens em constante prontidão. Durante o dia, meia guarnição de seu regimento deveria ficar a postos, sendo um dos seus oficiais subordinados o comandante. À noite, todo o regimento deveria ficar vigilante. Durante a noite anterior à batalha, seus homens foram ordenados a construir dois sólidos redutos defensivos e um fosso camuflado, largo e profundo, que deveria ser feito "em silêncio e sem estrépito". A terra resultante da escavação deveria ser espalhada nos arredores, para não formar parapeitos e impedir que o inimigo descobrisse a artilharia posicionada. Segundo Mallet, o acampamento estava ruim, mas sua posição era a melhor. Sua iniciativa em fazer tais preparativos lhe rendeu críticas de comandantes de todas as nacionalidades da Tríplice Aliança, que não consideravam digno outro tipo de confronto que não o corpo a corpo. O ataque inicial dos paraguaios, que se deu exclusivamente pela cavalaria, logo recebeu rajadas dos 28 canhões de seu regimento. Bem preparado, o fogo da artilharia abriu grandes claros nas fileiras inimigas.
A cavalaria paraguaia avançou em direção ao regimento. Nesta hora, Mallet ordenou-a: "Granada e Metralha! Espoleta a 6 segundos!" O futuro patrono da artilharia desejava que os primeiros cavalarianos caíssem no fosso, para fazer jus ao trabalho que deu para construí-lo. Em um dado momento, a cavalaria inimiga chegou a ficar a 50 metros dos canhões, mas foi detida pelo fosso e pela viva fuzilaria dos canhões, que incessantemente disparava de flanco a flanco das linhas dos atacantes, abrindo clarões e varrendo-os. O fogo de fuzilaria de seus canhões dizimou os cavaleiros atacantes, levando os remanescentes à esquerda, onde se encontrava a divisão encouraçada do general Sampaio. Diferentemente do que era antes empregado (as bombardas utilizadas disparavam um tiro por hora, permitindo aos inimigos se reagruparem), Mallet organizou seus canhões de modo que os mesmos disparavam projéteis à salva, de forma que a todo instante havia uma peça atirando. À primeira carga se seguiram muitas outras e a luta prolongou-se até quando a última coluna paraguaia pôs-se a fugir. Boa parte das tropas de Díaz, Marcó Barrios e Rojás caiu no fosso. Durante as investidas da cavalaria e infantaria sobre a posição do general francês, seus canhões faziam voar pernas e braços, cabeças e patas de cavalos e, logo à retaguarda, um regimento brasileiro comemorava esta ação com clarins, cornetas e tambores. Foram cerca de vinte as cargas da cavalaria, enviadas contra o regimento de Emílio Mallet. O sucesso do ataque de López dependia de uma ação bem-sucedida da primeira coluna. A artilharia de Mallet impediu tal êxito, logo as demais colunas também falharam. López desejava cortar o exército aliado ao meio, para então silenciar os canhões de Mallet, mas fracassou.[carece de fontes?] Sua artilharia, devido à velocidade e precisão que tinham, foi apelidada de Artilharia Revólver.
Gustavo Barroso, professor e político brasileiro, descreveu o ataque da seguinte maneira:
"Flores acampa com a vanguarda diante da mata [...]. Apóia-o o glorioso 1.º regimento de artilharia a cavalo [...] comandado pelo tenente-coronel Emilio Mallet [...], com as baterias em posição por trás de um fosso largo e profundo, cavado no silêncio noturno e sem respaldo ou parapeito, de modo que não podia ser suspeitado pelo inimigo. Mais atrás, as divisões brasileiras de Vitorino e Sampaio. Depois as de Argolo e Guilherme Xavier de Souza. Enfim, a cavalaria, quase toda a pé [...]. Na retaguarda [...] a brigada do general Neto. Eram 21 mil homens prontos para a luta. Na frente, os orientais numeravam pouco mais de mil homens. À direita, os argentinos mal passavam de 10 mil. São, ao todo, uns 32 mil homens. Contra eles, López vai atirar 24 mil soldados escolhidos, num ataque frontal secundado por dois ataques de flanco".
Aos poucos, a batalha, que quase estava resultando em vitória dos atacantes, se transformou em uma expressiva vitória dos atacados. Durante o avançar dos combates o confronto ganhou uma dimensão maior, e por comandantes destacou-se, por sua iniciativa em particular, o general Osório, que participou diretamente na luta e assumiu o comando dos aliados.[carece de fontes?] Osório conseguiu desmanchar o ataque no centro da formação, ao enviar suas reservas. Com isso, os aliados conseguiram manter suas posições e passaram a reprimir o ataque. A batalha iniciou-se às 11h, e às 16h30min o exército paraguaio retirou-se do campo de batalha. Derrotados, eles se recolheram aos redutos de Curuzú, Curupaití e Humaitá.

## Falhas estratégicas

### Aliados
O assalto efetivamente surpreendeu os aliados, que encontravam-se relativamente despreocupados quanto às defesas do acampamento. No lado brasileiro, o general Osório não se atentou em pôr vigias nos pontos onde o inimigo poderia penetrar, como em Potreiro Pires. Não organizou posições defensivas diante das matas do Sauce. O flanco e a retaguarda ficaram perigosamente expostos. O flanco direito dos argentinos não tinha vigias, de onde os homens de Resquín penetraram sem qualquer dificuldade. Além disso, sem um comando definido e sem conhecer direito o terreno, por conta da ausência de mapas, a Tríplice Aliança encontrou dificuldades no início da ação. Somada a essas deficiências, estava a crença de que os paraguaios tinham a intenção de manter-se em posição defensiva.

### Paraguai
Apesar do bom planejamento do ataque, López não soube executá-lo corretamente. As colunas paraguaias estavam bem posicionadas, porém não havia um comando unificado que coordenasse as tropas durante a batalha. Os comandantes agiram por conta própria. Não houve também uma distribuição equilibrada das forças. A coluna de Resquín, por exemplo, possuía grande massa de cavalaria, porém apenas dois batalhões de infantaria, insuficientes para o ataque. Já o general Barrios tinha grande massa de infantaria, mas seus movimentos foram prejudicadas pelo matagal do terreno e pelos pequenos combates travados ao longo da marcha. Isso indica, também, que López não se preocupou em fazer um reconhecimento do terreno. O ataque foi planejado para ocorrer no amanhecer do dia, mas Barrios atrasou em cinco horas devido às dificuldades encontradas ao longo do caminho. Ainda assim, ele autorizou o ataque, pois não era permitido, nem mesmo para um general, alterar as ordens de Solano López.
A artilharia paraguaia era insuficiente para o ataque, o que prejudicou as ações de Marcó e Díaz. Outro fator que desencadeou a derrota foi o não envio das forças reservas de 6 mil soldados, que ficaram longe do campo de batalha, apesar de Díaz ter apelado por reforços. Não se estipulou um alvo dentro do campo de batalha, rumo ao qual as forças paraguaias pudessem convergir; em vez disso, elas se dispersaram pelo campo, empenhadas em exterminar indiscriminadamente os aliados. Por fim, ao trocar sua bem protegida posição defensiva por uma ação ofensiva, López inverteu a vantagem que tinha, transferindo-a para os aliados.

## Consequências

### Aliados
A batalha culminou em uma expressiva vitória dos aliados. As perdas aliadas chegaram a 3 931 homens (996 mortos e 2 935 feridos), sendo que a maioria das vítimas era de brasileiros, com 737 mortos e 2 292 feridos. As baixas no exército argentino elevaram-se a 126 mortos e 480 feridos. As do Uruguai, a 133 mortos e 480 feridos. Algumas unidades, como o 40.º Batalhão de Infantaria, foram totalmente aniquiladas. Dentre as baixas, encontrava-se o general Antônio de Sampaio, um dos líderes do combate e comandante da 3.ª Divisão de Infantaria. Sampaio foi atingido por uma granada, que gangrenou-lhe a coxa direita. Ele morreu a bordo do vapor-hospital Eponina, em 6 de julho de 1866, quando estava sendo transportado para Buenos Aires. Na sequência do confronto, os próprios militares criticaram a não perseguição do que sobrara do exército paraguaio. Nesse sentido, Antonio de Sena Madureira examina a decisão do comando aliado, dizendo que:
Derrotado o inimigo a 24 de maio, era de esperar que os aliados marchassem imediatamente em sua perseguição, a fim de colherem as vantagens de tão grandioso triunfo. Contra toda expectativa, porém, conservaram-se imóveis as forças da aliança, e aplicaram-se a fortificar suas posições! [...] Napoleão dizia que a vitória estava quase sempre nas pernas dos seus soldados. [...] Por que, pois, não prosseguimos em 25 de maio, depois do necessário repouso das tropas, em perseguição do inimigo, destroçado na véspera, e que fugia em debandada?! Seria porque a nossa cavalaria achava-se a pé? Mas, desde quando tornou-se indispensável ter cavalaria para atacar posições fortificadas, e marchar quando muito três léguas, como era apenas necessário, para chegar a Humaitá: [...] É incrível a nossa imobilidade no dia subsequente ao de uma vitória tão esplêndida, esterilizada completamente por nossa própria culpa! Grande e grave responsabilidade perante a história pesa sobre a cabeça daquele que dirigia as operações da campanha [...]
Bernadino Bormann, na mesma linha de argumentação, é ainda mais incisivo:

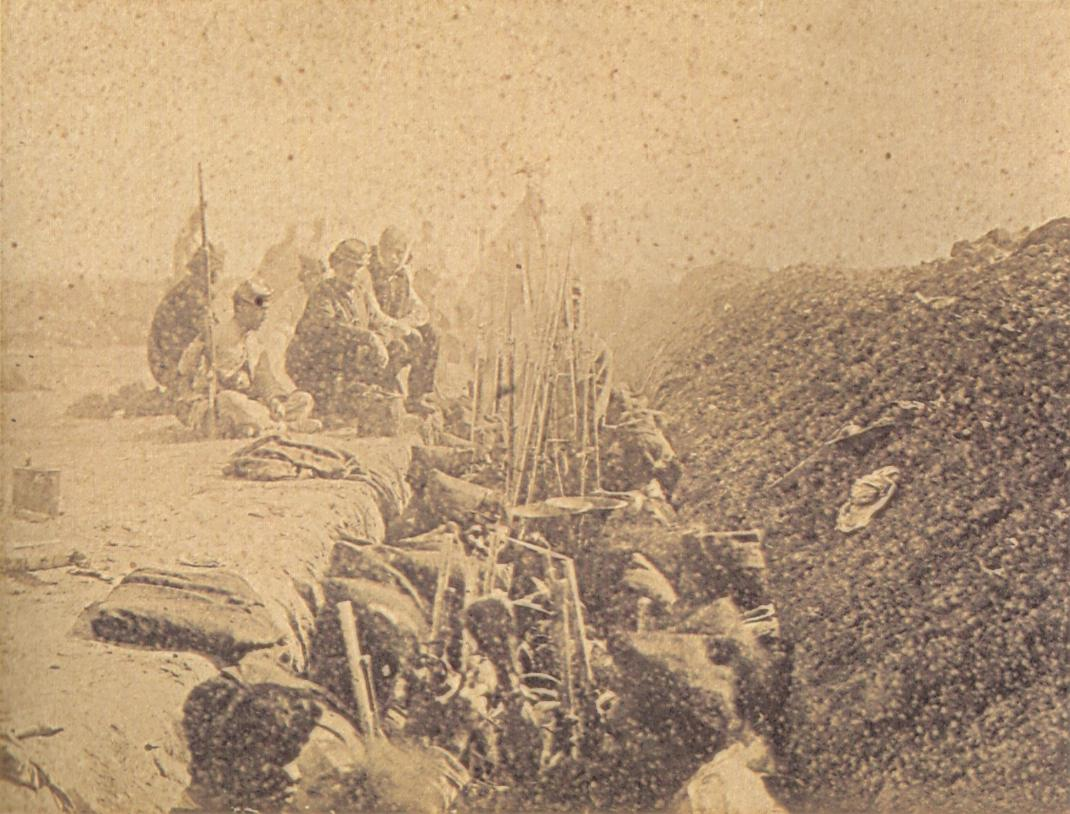
Soldados uruguaios entrincheirados durante a batalha de Tuiuti

Todos esperavam que no dia seguinte, 25 de maio, memorável na história da república argentina, o presidente e general-em-chefe do exército aliado, D. Bartolomeu Mitre, avançasse a frente dele e fosse armar as tendas dos soldados vencedores ao redor de Humaitá que estava ali perto. [...] O general-em-chefe viu a espantosa mortalidade do inimigo e, quando um exército é despedaçado como foi o exército paraguaio, custa a refazer-se, a reorganizar-se, a voltar a si, por assim dizer da síncope produzida pela hemorragia copiosa, abundante. Assim, cumpre avançar [...]. Os destroços do inimigo vagam pelas matas; aquelas linhas formidáveis estão desguarnecidas: avançar é enfrentar com Humaitá e apoderarmos de mais de 100 canhões [...] Porém, o general-em-chefe não avança; alega que não tem cavalaria e outros meios de mobilidade para o exército argentino, e ainda mais deficiência de víveres! A pouca cavalaria que temos é suficiente porque as posições que vamos tomar são nas matas e para isso temos baionetas e canhões de sobra. Ali não pode manobrar a cavalaria [..] Alega-se que se desconhece o terreno [...] Não há desculpa. Não avançar no dia 25 de maio não foi um erro; foi um crime.

#### Artilharia
O regimento de artilharia de Luís Mallet foi fundamental para a vitória dos aliados, visto esta ter se tornado o núcleo de resistência ao ataque paraguaio. Após a batalha de Tuiuti, já não havia um pessimismo quanto à guerra, que, a partir dali, iniciou o aniquilamento das forças de Solano López. E isto se deu devido à influência da artilharia. Todas as batalhas, após Tuiuti, foram norteadas pela artilharia, levando os paraguaios a terem uma nítida percepção do desastre que lhes sobrevinha, pelas sucessivas derrotas que sofriam.

### Paraguai
Após cinco horas de combate, os paraguaios haviam sofrido pesadas baixas, que somavam mais de 6 mil mortos, contra 996 dos adversários. A batalha resultou em uma derrota desastrosa para o exército paraguaio. Segundo o general Resquin, “foram notáveis as baixas que o exército paraguaio sofreu. Dos vinte e três mil homens que entraram em ação, somente sete mil saíram sãos e três mil feridos levemente; os demais ou foram mortos ou feridos com gravidade”. Para o tenente-coronel inglês George Thompson, que trabalhava para o exército paraguaio, o resultado aconteceu porque:
Os aliados levaram enorme vantagem, não só por terem sido atacados em suas próprias posições, e por soldados sem instrução militar, mas porque toda a sua artilharia foi empenhada na luta, enquanto a artilharia paraguaia estava inativa. Tinham também a vantagem de lutar na proporção de dois para um, e de suas armas, que eram melhores. Os paraguaios dispunham de pouquíssimos fuzis raiados, e a maior parte de seus mosquetes era de pederneira. Os aliados, por outro lado, não tinham uma única arma de fogo portátil que não fosse raiada, e de toda a sua artilharia somente umas poucas peças, pertencentes aos argentinos, eram de alma lisa.
Sem condições de continuar um conflito em campo aberto e esperando reformar os combalidos quadros de seu exército, Solano López buscou reforçar suas trincheiras nas fortalezas de Curupaiti e de Humaitá, e nelas colocou suas tropas, aspirando também poder desgastar as forças inimigas. Segundo Fragoso, a batalha “havia lhe patenteado de modo exuberante não lhe ser possível afrontar em campo aberto o exército inimigo”. López estabeleceu conexões entre suas principais trincheiras, por meio de telégrafos elétricos. As disputas na região aconteceram entre maio e julho daquele ano. Thompson afirma que as forças aliadas foram drasticamente reduzidas por doenças transmitidas pela água. Segundo ele, os argentinos tiveram uma redução de quinze mil para nove mil homens, e os brasileiros teriam sofrido em igual medida. A Guerra do Paraguai estendeu-se por anos, apesar da superioridade econômica e demográfica dos países aliados, e encerrou-se em março de 1870 com cerca de 370 mil mortos entre militares e civis.

#### Escravos
Assim como o Brasil, o Paraguai se utilizou de escravos (incluindo negros e mulatos) para preencherem as fileiras do exército, desde setembro de 1865, apesar de existir uma Lei do Ventre Livre desde 1842. Tal liberdade, porém, era relativa, uma vez que os Libertos da República eram obrigados a trabalhar para os patronos até completarem vinte e cinco anos de idade. Devido ao desastre sofrido pelo exército em Tuiuti, López ordenou um novo recrutamento de escravos em setembro de 1866, sendo estes os últimos do país. De certo modo, e de maneira trágica, a guerra acabou com a escravidão no Paraguai, ainda que, oficialmente, esta tenha sido abolida pela autoridade do Conde d'Eu, em setembro de 1869.

## Legado

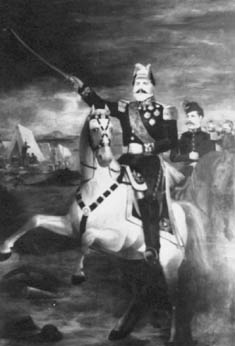
O general Osório (1869)

Nas quatro décadas após a Guerra do Paraguai, conflito de maior amplitude enfrentado pelo Brasil, a Batalha do Tuiuti se tornou a principal comemoração do exército brasileiro, principalmente por ser a mais sangrenta das batalhas travadas na América do Sul. Durante a campanha, a capacidade militar do Exército Imperial Brasileiro foi evoluindo. Por fim, os soldados destreinados do início da campanha tornaram-se uma força eficiente. O exército exaltava a bravura de seus generais e soldados na Batalha do Tuiuti e, com essa finalidade, usava datas importantes da disputa para as suas comemorações, e tais comemorações, além de memoráveis, serviram de pretexto para a instituição entrar na vida política brasileira.
Muitos militares brasileiros destacaram-se na Batalha de Tuiuti, dentre eles o general Manuel Luís Osório, comandante das forças brasileiras, que foi feito barão na sequência do embate e, ao final da guerra, agraciado por D. Pedro II com o Marquesado do Herval graças aos seus feitos na campanha. Além disso, os patronatos das armas do Exército, a partir da década de 1940, foram ocupados por chefes militares que atuaram na Batalha de Tuiuti. Osório, figura decisiva para rechaçar o ataque paraguaio, se tornou o patrono da cavalaria. Além dele, Antônio de Sampaio foi feito patrono da infantaria, e Emílio Mallet patrono da artilharia. Luís Alves de Lima e Silva, Duque de Caxias, também se sagrou patrono do Exército. Caxias e Osório receberam diversas homenagens, dentre elas estátuas na cidade do Rio de Janeiro, em 1894. Era em frente à estátua de Osório, na praça 15 de novembro, que se comemorava anualmente a batalha. Por anos, comemorava-se no 24 de maio o "Dia do Exército" ou "Festa do Exército". Osório era retratado como o maior herói de Tuiuti.